# 小原聖史
小原 聖史（おはら きよし、1966年1月10日 - ）は、日本の画家・ギャラリスト。
東京都早稲田にあるドラード和世陀を拠点とし、2009年以降、毎年世界各地でも画家活動及び国際展キュレーション等もしている。

## 経歴
コピーライター、アンティークショップ経営を経て、2002年から創作活動を開始し、2008年にドラード和世陀の1階にギャラリーを設ける。
画家としては、日本画・油彩・版画の技法を取り込んだ創作スタイルが特徴であり、神話や童話をモチーフとした空想画を多く手がけている。日仏現代国際美術展や現代童画展などに作品を出品しており、2017年開催の第43回現代童画展で奨励賞を受賞する。このほか、2014年に乃木坂46・橋本奈々未の写真集の美術協力、2017年公開の映画『ジョジョの奇妙な冒険 ダイヤモンドは砕けない 第一章』の美術協力などを実施している。
ギャラリストとしては、ドラード国際芸術文化連盟を主宰し、企画展や国際展を開催している。

## 画集
- アトリエサード『サーカスの詩』(2013)、書苑新社
- ドラードギャラリー（DORADO BOOKS）(2014)『THE 空想画BOOK』(2014)、ギャラリーステーション
- 『小原聖史 画文集 〜73の絵とコトバ〜』(2016)、DORADO BOOKS
- 『小原聖史 画文集Ⅱ』(2017)、DORADO BOOKS